# Angelo My Love
Angelo My Love este un film dramatic american din 1983 regizat de Robert Duvall și cu Angelo Evans în rolul principal. Scenariul este despre romii din New York. A fost proiectat în afara competiției la Festivalul Internațional de Film de la Cannes din 1983.

## Prezentare
Filmul urmărește viața unui băiat rom, Angelo, care încearcă să recupereze inelul furat de Steve Tsigonoff. Filmul arată cultura romilor, sistemul lor de judecată, o nuntă țigănească în care familia unui băiat își plătește mireasa, felul în care aceștia trăiesc și iubesc.

## Distribuție
- Angelo Evans ca el însuși
- Michael Evans ca el însuși
- Ruthie Evans ca ea însăși
- Tony Evans ca el însuși
- Debbie Evans ca el însuși
- Steve Tsigonoff ca el însuși
- Millie Tsigonoff ca el însuși
- Frankie Williams ca el însuși
- George Nicholas ca el însuși
- Katerina Ribraka ca Patricia
- Timothy Phillips ca profesor de școală
- Lachlan Youngs ca student reporter
- Jennifer Youngs ca studentă

## Producție
Robert Duvall l-a văzut pentru prima dată pe actorul principal, Angelo, în 1977, când avea vârsta de 8 ani. Acesta discuta cu o femeie mai în vârstă pe bulevardul Columbus, ceva care „suna ca o ceartă a îndrăgostiților”. Scenariul pentru Angelo My Love a fost scris de Duvall, cu un dialog improvizat de actorii romi, majoritatea jucând în propriul rol.
Pe lângă Angelo, a fost distribuit în film fratele său mai mare Michael, mama sa care este ghicitoare, sora sa Debbie și iubita lui Patricia (Katerina Ribraka); din film s-ar putea crede că Angelo nu are tată, dar tatăl său adevărat, Tony Evans,  apare de fapt în câteva scene.

## Recepție
„Angelo este un fel de sumă-totală idealizată a tuturor copiilor de pe străzile din New York, indiferent de originea lor etnică. Este mic din punct de vedere fizic, dar are o personalitate atât de mare, ascuțită, încât pare a fi un copil posedat de mintea și experiențele unui bărbat de 20 de ani. Apoi, pe măsură ce filmul continuă, îl vedem pe Angelo trecând de la încredere, siguranța de sine, vorbire inteligentă la lacrimile copilărie și înapoi, totul într-un interval de câteva secunde pe ecran. Și aceasta poate face parte din convingerea lui Angelo, dar este, de asemenea, surprinzător de mișcătoare, dar și amuzantă. Angelo, printre altele, este speriat de fantome."
În revista Variety s-a afirmat că Robert Duvall a petrecut cinci ani și a cheltuit  mai mult de 1 milion de dolari americani pentru acest film și că mulți din distribuție, inclusiv Angelo, nu știau să citească în limba engleză.
Au fost realizate mai multe proiecții comerciale ale filmului la San Francisco, New York și Los Angeles și a avut loc o transmise prin cablu pe canalul Cinemax în 1985.